# Dickinson (série télévisée)
Pour les articles homonymes, voir Dickinson.
Dickinson est une série télévisée américaine créée par Alena Smith qui était diffusée du 1er novembre 2019 au 24 décembre 2021 sur le service Apple TV+, partout dans le monde, incluant les pays francophones.
La série s'inspire et raconte librement la jeunesse de la poétesse américaine Emily Dickinson. Elle revisite le parcours de la poétesse avec un regard moderne et humoristique, incluant donc quelques anachronismes,.

## Synopsis
Cette série nous replonge au XIXe siècle, en Nouvelle-Angleterre, où Hailee Steinfeld prend les traits d'Emily Dickinson, une jeune poétesse rebelle et autrice engagée, de manière très contemporaine pour nous en faire découvrir sa jeunesse mouvementé et débordante d'énergie.

## Distribution

### Acteurs principaux
- Hailee Steinfeld (VF : Kelly Marot) : Emily Dickinson
- Adrian Enscoe (VF : Gauthier Battoue) : Austin Dickinson
- Anna Baryshnikov (en) (VF : Émilie Rault) : Lavinia  « Vinnie » Dickinson
- Ella Hunt (VF : Margaux Maillet) : Susan « Sue » Gilbert
- Jane Krakowski (VF : Véronique Alycia) : Emily Norcross Dickinson
- Toby Huss (VF : Christian Gonon) : Edward Dickinson
- Amanda Warren (VF : Astrid Bayiha) : Betty
- Chinaza Uche (VF : Jean-Baptiste Anoumon) : Henry

### Acteurs récurrents
- Wiz Khalifa (VF : Diouc Koma) : la Mort
- Samuel Farnsworth (VF : Hugo Brunswick) : George Gould
- Darlene Hunt (VF : Marie-Laure Dougnac) : Maggie
- Gus Birney (VF : Zina Khakhoulia) : Jane Humphrey
- Sophie Zucker (VF : Laetitia Coryn) : Abby Wood
- Allegra Heart (VF : Charlotte Durand) : Abiah Root
- Kevin Yee (VF : François Bérard) : Toshiaki
- Gus Halper (VF : Eilias Changuel) : Joseph Lyman (saison 1)
- Jason Mantzoukas (VF : Baudouin Sama) : l'abeille (voix ; saison 1)
- Robert Picardo (VF : Patrick Messe) : Ithamar Conkey
- Matt Lauria (VF : Emmanuel Lemire) : Ben Newton (saison 1)
- Jessica Hecht (VF : Josy Bernard) : tante Lavinia
- Finn Jones (VF : Julien Allouf) : Samuel Bowles (saison 2)
- Pico Alexander (VF : Marc Arnaud) : Henry Shipley (saison 2)
- Will Pullen (VF : Théo Frilet) : Personne / Frazar Stearns (saison 2)
- Ayo Edebiri (VF : Aurélie Konaté) : Hattie (saison 2)
- Gabriel Ebert (VF : Stéphane Ronchewski) : Thomas Wentworh Higginson

### Acteurs invités
- John Mulaney (VF : Donald Reignoux) : Henry David Thoreau
- Zosia Mamet (VF : Edwige Lemoine) : Louisa May Alcott
- Timothy Simons : Frederick Law Olmsted
- Kelli Barrett : Adélaide May
- Nick Kroll : Edgar Allan Poe
- Ziwe : Sojourner Truth
- Billy Eichner : Walt Whitman
- Chloe Fineman : Sylvia Plath
- Jeremy Lawrence (VF : Patrick Préjean) : le professeur Hitchcock
- Peggy Cosgrave (VF : Colette Venhard) : Mme Thoreau
- Abra Tabak (VF : Laetitia Coryn) : la sœur de Thoreau
- Peter Maloney (VF : Michel Paulin) Docteur Brewster
- Dasha Nekrasova : Ellen Mandeville Grout

## Production

### Développement
En mai 2018, Apple annonce avoir commandé une première saison de la série pour son futur service de streaming, Apple TV+. Il est alors dévoilé qu'elle serait écrite et produite par Alena Smith. Parmi l'équipe de production, on retrouve, David Gordon Green, Michael Sugar, Ashley Zalta, Alex Goldstone, Darlene Hunt ainsi que la société Anonymous Content pour entourer Alena Smith, dans la réalisation de la série.
Le jour du lancement de la première saison, soit le 1er novembre 2019, Apple démarre la production d'une seconde saison, confirmant son renouvellement.
Le 8 octobre 2020, Apple TV+ annonce que la seconde saison sera disponible à partir du 8 janvier 2021, mais également que la série est déjà renouvelée pour une troisième saison. Le 19 janvier suivant, la créatrice de la série, Alena Smith fait une publication sur son compte Instagram pour dire qu'elle a commencé à écrire cette troisième saison alors que la saison deux est en cours de diffusion.
Le jeudi 2 septembre 2021, il est annoncé officiellement que la saison 3 débutera sa diffusion le 5 novembre suivant, il qu'il s'agira de la dernière saison, comme la créatrice du programme l'avait initialement prévu,,.

### Distribution des rôles
Lors de la commande de la série, il est dévoilé que Hailee Steinfeld interpréterait la poétesse Emily Dickinson. Elle est suivie en août 2018 par Jane Krakowski qui signe pour jouer la mère de son personnage. Le mois suivant, la distribution principale est complétée par Toby Huss, Adrian Enscoe, Anna Baryshnikov et Ella Hunt.
En janvier 2019, Matt Lauria rejoint la distribution pour un rôle potentiellement récurrent puis en septembre de la même année, Wiz Khalifa et John Mulaney sont également annoncés.

### Tournage
Le tournage de la série a débuté le 7 janvier 2019 à Old Bethpage dans l'état de New York.
Le tournage de la saison deux a débuté en novembre 2019 et s'est terminé en février 2020, cependant, sa post-production fut plus longue que prévu (Covid-19), ce qui retarda sa mise en ligne de plusieurs mois.
Alena Smith, la créatrice du programme, a révélé sur les réseaux sociaux que le tournage de la troisième saison avait commencé le 17 mars 2021 et s'est achevé le 15 juin 2021.
Certaines scènes ont été tournées aux Kaufman Astoria Studios dans le Queens, à New York.

## Épisodes
| Saison | Saison | Nombre d'épisodes | Diffusion originale | Diffusion originale |
| Saison | Saison | Nombre d'épisodes | Début de saison     | Fin de saison       |
| ------ | ------ | ----------------- | ------------------- | ------------------- |
|        | 1      | 10                | 1er novembre 2019   | 1er novembre 2019   |
|        | 2      | 10                | 8 janvier 2021      | 26 février 2021     |
|        | 3      | 10                | 5 novembre 2021     | 24 décembre 2021    |

### Première saison (2019)
Composée de dix épisodes, elle fut mise en ligne dans son intégralité le 1er novembre 2019, sur l'Apple TV+.
| no | Titre français                   | Titre original                   | Réalisé par        | Écrit par                        | Durée      | Date de sortie    |
| -- | -------------------------------- | -------------------------------- | ------------------ | -------------------------------- | ---------- | ----------------- |
| 1  | Comme je ne pouvais m'arrêter    | Because I Could Not Stop         | David Gordon Green | Alena Smith                      | 34 minutes | 1er novembre 2019 |
| 2  | Je n'ai jamais vu de « Volcans » | I Have Never Seen "Volcanoes"    | David Gordon Green | Alena Smith, et Rachel Axler     | 27 minutes | 1er novembre 2019 |
| 3  | Nuits Sauvages                   | Wild Nights                      | Lynn Shelton       | Alena Smith, et Ali Waller       | 26 minutes | 1er novembre 2019 |
| 4  | Seule, je ne puis l'être         | Alone, I Cannot Be               | Lynn Shelton       | Alena Smith                      | 28 minutes | 1er novembre 2019 |
| 5  | J'ai peur de posséder un Corps   | I Am Afraid to Own a Body        | Silas Howard       | Alena Smith, et Ken Greller      | 28 minutes | 1er novembre 2019 |
| 6  | Un mal bref, mais patient        | A Brief, but Patient Illness     | Silas Howard       | Rachel Axler                     | 29 minutes | 1er novembre 2019 |
| 7  | Nous perdons car nous gagnerons  | We Lose - Because We Win         | Silas Howard       | Robbie Macdonald, et Alena Smith | 27 minutes | 1er novembre 2019 |
| 8  | Un Rayon oblique de Lumière      | There's a Certain Slant of Light | Silas Howard       | Hayes Davenport                  | 32 minutes | 1er novembre 2019 |
| 9  | La Foi est une belle invention   | Faith' Is a Fine Invention       | Patrick Norris     | Darlene Hunt                     | 32 minutes | 1er novembre 2019 |
| 10 | Des funérailles dans mon Crâne   | I Felt a Funeral, in My Brain    | Patrick Norris     | Alena Smith, et Ali Waller       | 30 minutes | 1er novembre 2019 |

### Seconde saison (début 2021)
La seconde saison était initialement prévue pour fin 2020, mais à cause de la pandémie de Covid-19, celle-ci commença finalement sa diffusion le 8 janvier 2021.
| no | Titre français                         | Titre original                 | Réalisé par        | Écrit par                    | Durée      | Date de sortie  |
| -- | -------------------------------------- | ------------------------------ | ------------------ | ---------------------------- | ---------- | --------------- |
| 1  | Avant qu'on ne m'arrache l'oeil        | Before I got my eye put out    | Christopher Storer | Alena Smith                  | 29 minutes | 8 janvier 2021  |
| 2  | La Célébrité est un festin fugace      | Fame Is A Fickle Food          | Christopher Storer | Rachel Axler                 | 25 minutes | 8 janvier 2021  |
| 3  | Le seul Fantôme que j'aie vu           | The Only Ghost I Ever Saw      | Rosemary Rodriguez | Alena Smith et Sophie Zucker | 26 minutes | 8 janvier 2021  |
| 4  | La Marguerite suit docile le Soleil    | The Daisy follows soft the Sun | Rosemary Rodriguez | Robbie Macdonald             | 30 minutes | 15 janvier 2021 |
| 5  | La saveur du Fruit défendu             | Forbidden Fruit a Flavor Has   | Silas Howard       | Ken Greller                  | 27 minutes | 22 janvier 2021 |
| 6  | Fends l'Alouette                       | Split the Lark                 | Silas Howard       | Alena Smith                  | 29 minutes | 29 janvier 2021 |
| 7  | Éternité - somme d'instants présents - | Forever - is composed of Nows  | Stacie Passon      | Yael Green                   | 27 minutes | 5 février 2021  |
| 8  | Je suis Personne ! Et vous ?           | I'm Nobody! Who Are You?       | Stacie Passon      | Alena Smith et Ayo Edebiri   | 32 minutes | 12 février 2021 |
| 9  | J'aime un regard d'Agonie              | I Like a Look of Agony         | Silas Howard       | Robbie Macdonald             | 32 minutes | 19 février 2021 |
| 10 | On n'éteint pas un feu                 | You Cannot Put a Fire Out      | Silas Howard       | Alena Smith                  | 27 minutes | 26 février 2021 |

### Troisième saison (fin 2021)
Dickinson fut renouvelée pour une troisième saison dès le 8 octobre 2020, elle était diffusée du 5 novembre 2021 au 24 décembre 2021, cette saison est la dernière.
| no | Titre français                        | Titre original                     | Réalisé par    | Écrit par                           | Durée      | Date de sortie   |
| -- | ------------------------------------- | ---------------------------------- | -------------- | ----------------------------------- | ---------- | ---------------- |
| 1  | "L'Espoir" est la chose à plumes      | “Hope” is the thing with feathers  | Silas Howard   | Alena Smith                         | 35 minutes | 5 novembre 2021  |
| 2  | On a honte d'être Vivant -            | It feels a shame to be Alive -     | Silas Howard   | Robbie MacDonald                    | 27 minutes | 5 novembre 2021  |
| 3  | L'Âme a parfois besoin d'un Pansement | The Soul has Bandaged moments      | Rachael Holder | Sophie Zucker                       | 29 minutes | 5 novembre 2021  |
| 4  | Voici ma lettre au Monde              | This is my letter to the World     | Rachael Holder | Ken Greller et R. Eric Thomas       | 29 minutes | 12 novembre 2021 |
| 5  | Mon chant vient du Cœur, Sire         | Sang from the Heart, Sire          | Keith Powell   | Alena Smith et Francis Weiss Rabkin | 34 minutes | 19 novembre 2021 |
| 6  | Un peu de Folie au Printemps          | A little Madness in the Spring     | Silas Howard   | Ayo Edebiri                         | 33 minutes | 25 novembre 2021 |
| 7  | Le Futur n'a jamais parlé             | The Future never spoke             | Heather Jack   | Alena Smith                         | 33 minutes | 3 décembre 2021  |
| 8  | Ma Vie - telle un Fusil Chargé -      | My life had stood - a loaded gun - | Heather Jack   | Robbie MacDonald                    | 34 minutes | 10 décembre 2021 |
| 9  | Le Chagrin est une Souris             | Grief is a Mouse                   | Ken Greller    | Laura Terruso                       | 32 minutes | 17 décembre 2021 |
| 10 | C’était un Poète -                    | This was a Poet -                  | Alena Smith    | Alena Smith et R. Eric Thomas       | 33 minutes | 24 décembre 2021 |

## Réception

### Presse
Sur AlloCiné, le programme obtient une moyenne de 3,1/5 avec 8 critiques de presse.
Télérama, parle d'une série « qui décoiffe l’histoire de la poésie » et lui accordera la note de 2T sur 3, et dans une seconde critique à l'occasion de la seconde saison le journal dira que le programme est toujours aussi rock’n’roll mais qu'il s'essouffle quelque peu.
Le site Madmoizelle.com titrera quant à lui « Pourquoi regarder Dickinson, la formidable série qui modernise une poétesse ».
Les critiques presses sur le site Rotten Tomatoes vont attribuer 75% d'approbation à la première saison et 100% aux deux autres saisons avec plus de 20 notes pour chaque saison. Sur la moyenne des critiques presses de Metacritic on peut également observer une progression avec les saisons passant de 66%, 81% à 91%.

### Public
En France, sur AlloCiné, Dickinson obtient une moyenne de 3,9/5 avec plus de 160 notes et 16 critiques de spectateurs, sur SensCritique le programme a une moyenne de 6,8/10 avec plus de 200 notes.
Dans le monde sur Rotten Tomatoes, les spectateurs attribuent au programme 90% (saison 1), puis 83% (saison 2) et 99% (dernière saison), même creux chez les spectateurs de Metacritic, avec les notes sur 10 de 6,3 suivi de 4,7 et enfin 6,3. Sur IMDb le public attribue à la série dans son ensemble la note de 7,5/10 avec plus de 11 000 notes, le site met également en avant le fait que le programme est le plus apprécié chez les personnes entre 18 et 29 ans.

### Distinctions
| Année | Cérémonie                               | Catégorie                                                        | Nommé(e) :       | Résultat    | Réf.   |
| ----- | --------------------------------------- | ---------------------------------------------------------------- | ---------------- | ----------- | ------ |
| 2019  | Peabody Awards                          | Divertissement                                                   | Dickinson        | Récompensée | [ 26 ] |
| 2020  | GLAAD Media Awards                      | Meilleur série comique                                           | Dickinson        | Nommée      | [ 27 ] |
| 2021  | Hollywood Critics Association TV Awards | Meilleure actrice principale dans une série comique en streaming | Hailee Steinfeld | Nommée      | [ 28 ] |

Dickinson est l'une des premières séries originales d'Apple TV+ à remporter un prix, notamment après The Morning Show, cependant elle est la première à remporter un Peabody Awards.